# Silk Way Rally

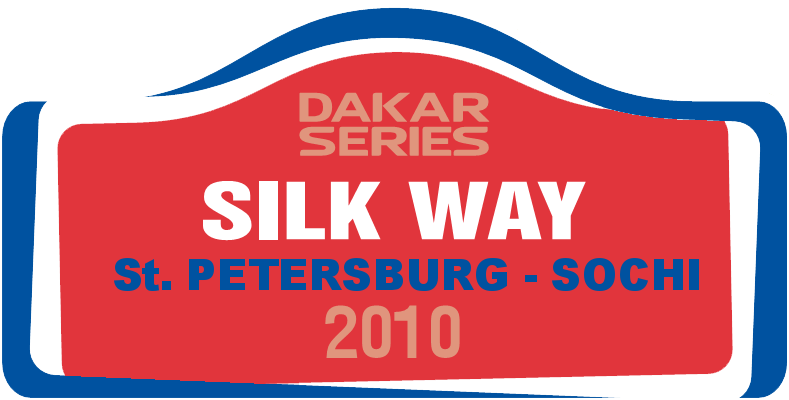
Logo del Silk Way Rally del 2010

Il Silk Way Rally è un rally raid che si svolge in Russia, valido per la Dakar Series.
L'edizione 2011 si è corsa da Mosca a Soči. Dal 2016 l'arrivo è in Cina.

## Albo d'oro
| Anno | Auto                 | Camion           | Nazioni                        |
| ---- | -------------------- | ---------------- | ------------------------------ |
| 2009 | Carlos Sainz         | Firdaus Kabirov  | Russia Kazakistan Turkmenistan |
| 2010 | Carlos Sainz         | Eduard Nikolaev  | Russia                         |
| 2011 | Krzysztof Hołowczyc  | Aleš Loprais     | Russia                         |
| 2012 | Boris Gadasin        | Ajrat Mardeev    | Russia                         |
| 2013 | Jean-Louis Schlesser | Dmitrij Sotnikov | Russia                         |
| 2016 | Cyril Despres        | Ajrat Mardeev    | Russia Kazakistan Cina         |
| 2017 | Cyril Despres        | Dmitrij Sotnikov | Russia Kazakistan Cina         |